# Смирновське
Смирно́вське (рос. Смирновское) — село у складі Земетчинського району Пензенської області, Росія.
Населення — 85 осіб (2010; 148 у 2002).
Національний склад станом на 2002 рік:
- росіяни — 97 %